# Jerzy Bordziłowski

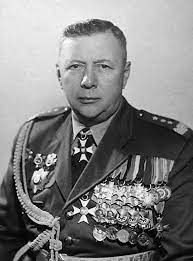
Jerzy Bordziłowski

Jerzy Bordziłowski (auch: Juri Wjatscheslawowitsch Bordzilowskij, russisch Юрий Вячеславович Бордзиловский; * 16. November 1900 in Ostrów Mazowiecka, Kongresspolen, Russisches Kaiserreich; † 5. April 1983 in Moskau) war ein sowjetischer Generalleutnant der Roten Armee sowie Generalleutnant der Volksarmee der Volksrepublik Polen, der unter anderem zwischen 1954 und 1965 Chef des Generalstabes war. Er fungierte zudem von 1951 und 1953 als Präsident des Fußballverbandes PZPN (Polski Związek Piłki Nożnej) und zudem von 1952 bis 1956 Abgeordneter des Sejms als Vertreter der Polnischen Vereinigten Arbeiterpartei PZPR (Polska Zjednoczona Partia Robotnicza).

## Leben

### Offiziersausbildung und Zweiter Weltkrieg
Bordziłowski, der seine Kindheit in der ukrainischen Stadt Cherson verbrachte, begann nach dem Schulbesuch 1918 ein Studium am dortigen Institut für Politikwissenschaften. Dieses Studium brach er jedoch ein Jahr später ab, nachdem er am 1. September 1919 in die Rote Armee eingetreten war, um auf sowjetischer Seite am Polnisch-Sowjetischen Krieg teilzunehmen. Er wurde nach Kiew versetzt, kehrte aber zwei Monate später zur Front zurück und nahm darauf am Russischen Bürgerkrieg teil. Im September 1920 begann er eine Ausbildung an der Offiziersschule für Ingenieurwesen in Kiew, die er 1922 abschloss. Danach fand er verschiedene Verwendung als Offizier der Ingenieurtruppen der Roten Armee und begann zudem 1928 ein Studium an der Pionierfakultät der Militärtechnischen Akademie in Moskau, das er 1931 beendete.
Nach weiteren Verwendungen als Offizier der Ingenieurtruppen wurde Bordziłowski während des Zweiten Weltkrieges 1941 Chefingenieuroffizier der 21. Sowjet-Armee, mit der er vom 10. Juli bis zum 10. September 1941 an der Kesselschlacht bei Smolensk teilnahm. Danach war er von Juli bis September 1942 Chefingenieuroffizier der 64. Sowjet-Armee und mit dieser an der Anfangsphase der Schlacht von Stalingrad beteiligt. Im September 1942 wurde er Chefingenieuroffizier der an der Woronescher Front eingesetzten Verbände der Roten Armee und als solcher am 1. Oktober 1942 zum Generalmajor der Ingenieurtruppen befördert. Er nahm in der Folgezeit vom 5. bis 16. Juli 1943 am Unternehmen Zitadelle, zwischen dem 3. und 23. August 1943 an der Belgorod-Charkower Operation, der nach Pjotr Alexandrowitsch Rumjanzew-Sadunaiski sogenannten „Operation Rumjanzew“, sowie vom 26. August bis 20. Dezember 1943 an der Schlacht am Dnepr teil. Zuletzt war er von November 1943 bis Juli 1944 Chefingenieuroffizier der 33. Sowjet-Armee und zuletzt Teilnehmer der Operation Bagration an der Deutsch-Sowjetischen Front.

### Dienst in der Polnischen Volksarmee und Chef des Generalstabes
Im Juli 1944 wurde Generalmajor Bordziłowski zum Dienst in der aus dem Zusammenschluss der 1943 aufgestellten Polnischen Streitkräfte in der Sowjetunion (Polskie Siły Zbrojne w ZSRR) mit der kommunistischen Untergrundarmee Armia Ludowa entstandenen Volksarmee (Ludowe Wojsko Polskie) abkommandiert. Zunächst war er zwischen dem 24. September 1944 und 1945 Chefingenieuroffizier der 1. Armee und wurde als solcher am 11. Juli 1945 auch zum Generalleutnant der sowjetischen Ingenieurtruppen befördert. Er fungierte vom 15. November 1945 bis Januar 1948 erst als Chefingenieur der Polnischen Volksarmee sowie danach zwischen Januar 1948 und Juni 1952 als Generalinspekteur der Ingenieure der Polnischen Volksarmee.
1951 löste er Andrzej Przeworski als Präsident des Fußballverbandes PZPN (Polski Związek Piłki Nożnej) ab und bekleidete diese Funktion bis zu seiner Ablösung durch Jan Rotkiewicz 1953. Am 20. November 1952 wurde er ferner als Vertreter der Polnischen Vereinigten Arbeiterpartei PZPR (Polska Zjednoczona Partia Robotnicza) Mitglied des Sejms, in dem er bis zum 20. November 1956 den Wahlkreis Nr. 51 Katowice vertrat.
Am 23. März 1954 wurde Bordziłowski Nachfolger von Divisionsgeneral Borys Pigarewicz als Chef des Generalstabes der Streitkräfte der Volksrepublik Polen (Siły Zbrojne Polskiej Rzeczypospolitej Ludowej) und verblieb elf Jahre in dieser Funktion bis zu seiner Ablösung durch Divisionsgeneral Wojciech Jaruzelski am 5. Februar 1965. Er war gleichzeitig zwischen dem 21. Juni 1954 und März 1968 Vizeminister für Verteidigung und wurde am 7. Juli 1954 auch zum Generaloberst der Ingenieurtruppen befördert. Zuletzt fungierte er zwischen 1965 und 1968 als Chefinspekteur der Militärschulen der Polnischen Volksarmee, ehe er im März 1968 in die Sowjetunion zurückkehrte.

### Ehrungen und Auszeichnungen
Im Laufe der militärischen Laufbahn wurde Bordziłowski mehrfach ausgezeichnet und erhielt unter anderem von der Volksrepublik Polen das Silberne Kreuz des höchsten polnischen Militärverdienstordens Virtuti Militari, den Order Odrodzenia Polski (Großkreuz, Großoffizier, 2 × Kommandeur, Offizierskreuz, Ritterkreuz), den Orden Banner der Arbeit (Order Sztandaru Pracy) Erster Klasse (2 x), den Orden des Kreuzes von Grünwald (Order Krzyża Grunwaldu) Dritter Klasse, die Medaille „Für die Teilnahme an den Kämpfen um Berlin“ (Medal „Za udział w walkach o Berlin”), die Medaille der „Streitkräfte im Dienste des Vaterlandes“ (Medal „Siły Zbrojne w Służbie Ojczyzny”), die Medaille für „Verdienste um die Verteidigung des Landes“ (Medal „Za zasługi dla obronności kraju”), das Tapferkeitskreuz (Krzyż Walecznych), das Verdienstkreuz der Volksrepublik Polen in Gold (Złoty Krzyż Zasługi) (2 x)
Von Seiten der Sowjetunion wurde ihm der Leninorden (2 x), der Rotbannerorden (5 x), der Kutusoworden Zweiter Klasse sowie der Orden des Vaterländischen Krieges I. Klasse verliehen.